# Alfonso Chacón
Pour les articles homonymes, voir Chacon.
Alfonso Chacón ou Alphonsus Ciacconius (né en 1540 à Baeza, mort à Rome le 14 février 1599) est un religieux espagnol de l'ordre des Prêcheurs, écrivain et historien du XVIe siècle, qui a composé un grand nombre d'ouvrages en latin sur l'histoire romaine et l'histoire ecclésiastique. Il serait également l'auteur des commentaires accompagnant la prophétie des papes de saint Malachie lors de sa publication en 1595 par Arnold Wion.

## Biographie
Il naquit à Baeza, dans le Royaume de Grenade, en 1540, entra dans l'ordre des frères prêcheurs, professa l'Écriture sainte au couvent : St-Thomas de Séville, et fut un des hommes les plus savants de son siècle, principalement dans l'histoire ecclésiastique et dans les antiquités de tout genre, dont il avait formé une riche collection. Il se rendit à Rome, où Grégoire XIII le nomma pénitencier apostolique, et non patriarche d'Alexandrie, comme on l'a dit par erreur. De Thou l'appelle Hispaniæ magnum lumen. Angelo Rocca, dans son Appendice à la bibliothèque du Vatican, l'appelle Helluo antiquitatum. On lui doit une savante explication des figures de la Colonne Trajane ; mais il montra peu de jugement en reproduisant l'histoire fabuleuse de Trajan, délivré des peines de l'enfer par les prières de Saint Grégoire le Grand. Il fut réfuté par Bellarmin et Melchor Cano. On lui reprocha aussi d'avoir cru que Saint Jérôme avait été revêtu de la dignité de cardinal. Son ouvrage le plus considérable est une Histoire des papes et des cardinaux. Il avait formé à Rome une bibliothèque riche en livres imprimés, en manuscrits, en antiquités et en portraits d'hommes célèbres. Il mourut dans cette ville, non en 1590, comme le disent André Schott dans son Hispaniæ Bibliotheca, et Girolamo Ghilini dans son Teatro d'huomini letterati, puisqu'il publia plusieurs écrits après cette époque ; mais, comme le dit l'historien de Thou, le 14 février 1599, à l'âge de cinquante-neuf ans.

## Œuvres

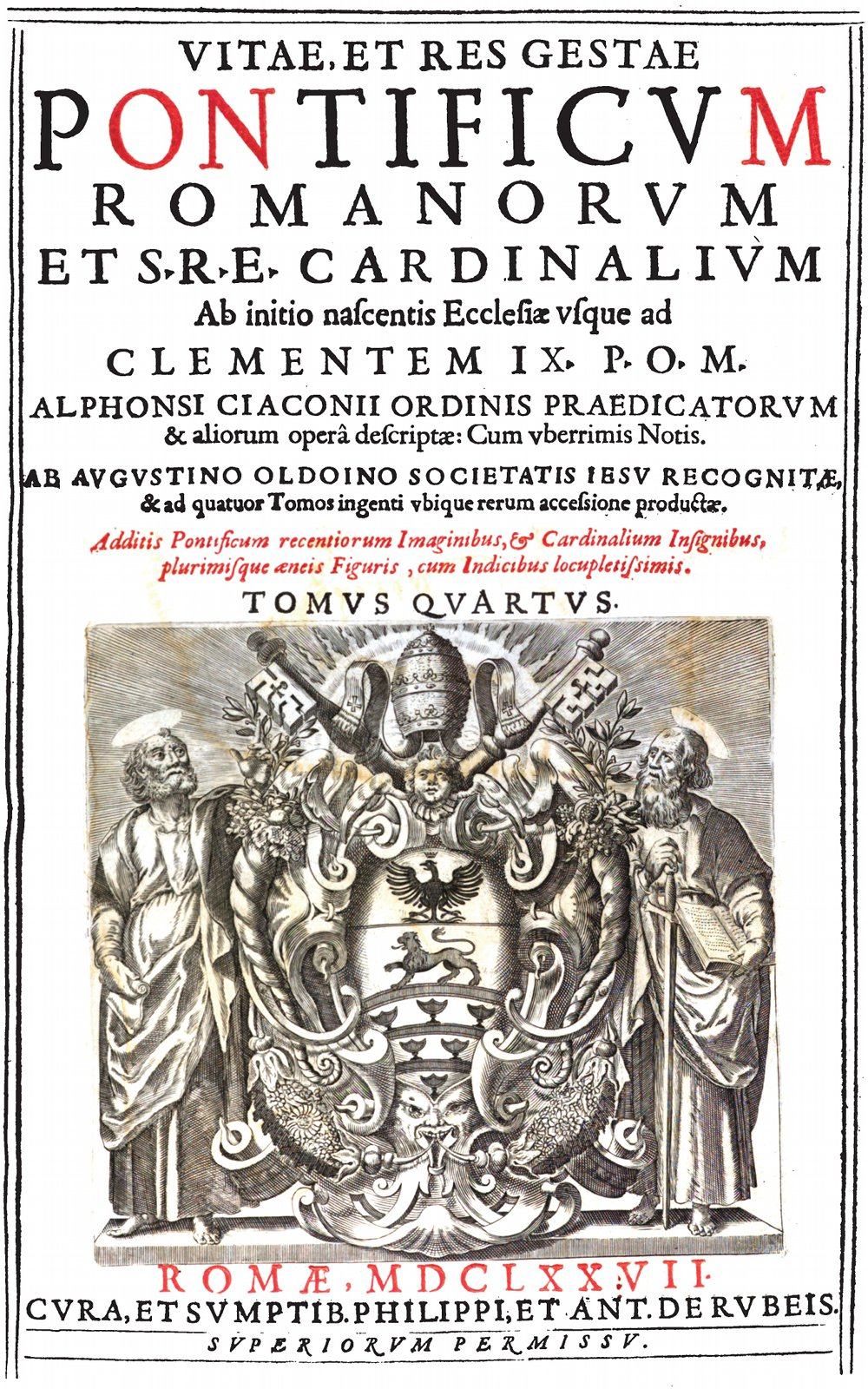
Alfonso Chacón, Vitae et res gestae pontificum romanorum, Rome, 1677

1. Tractatus de liberatione animæ Trajani imperatoris à pœnis inferni precibus S. Gregorii P. M., Rome, 1576, in-fol. ; Reggio, 1585, in-4°. : ce traité singulier se trouve aussi réuni à la description de la Colonne Trajane du même auteur ; il a été traduit en italien par Francesco Pifferi, Camaldule, Sienne, 1615, in-4°, et en français, par Cayet, Paris, 1607, in-8°.
2. Historia utriusque belli Dacici a Trajano Caesare gesti, ex simulacris, quæ in columna ejusdem Romæ visuntur, collecta, Rome, 1556, 1576, 1585, 1616, in-fol., fig. ; ouvrage curieux et estimé, dont il existe plusieurs autres éditions.
3. De sancti Hieronymi cardinalitia Dignitate liber, imprimé à Rome en 1591, et à Venise en 1593.
4. De martyribus monasterii S. Petri de Cardena in Burgensi diœcesi liber, in 16.
5. De signis Sanctae Crucis, quae in diversis olim regionibus novissimeque anno 1591 in Anglia et Gallia divinitus apparuerunt, Rome, 1592, in-18°.
6. De Jejuniis et varia eorum apud antiquos observantia tractatus, Rome, 1599, in-4°.
7. Commentarius de martyrio ducentorum monachorum, Augsbourg, 1594, in-12.
8. Vitæ et res gestæ pontificum Romanorum et Romanæ ecclesiæ cardinalium, Rome, 1601, in-fol. ; 1650, 2 vol. in-fol., et 1677, 4 vol. in-fol. : cette dernière édition est la plus estimée ; on y joint ordinairement la continuation de Mario Guarnacci, qui va jusqu'à Clément XII, et a été imprimée à Rome en 1751, 2 vol. in-fol. Les Vitae de Chacón sont éditées de façon posthume par Francisco Morales Cabrera en 1601, qui complète le manuscrit qui s'arrêtait à Innocent VIII. L'ouvrage est à nouveau édité en 1630, dans une édition quasi officielle, très soignée, illustrée avec richesse, qui connaît une très importante diffusion. La révision du texte avait été assurée par un groupe d'auteurs, où l'on trouve Andrea Vittorelli, Jérôme Aléandre, Ferdinando Ughelli, Luke Wadding (qui ne figure pas dans la page de titre), qui ajoutent des notices jusqu'au pape régnant Urbain VIII[1].
9. Epistolæ, imprimées dans le tome lII de la collection des Pères Martène et Durand.
10. Bibliotheca ecclesiastica[2], en partie copiée de celle de Gessner : les livres des rabbins y sont compris parmi les auteurs ecclésiastiques.

Alfonso Chacón laissa plusieurs manuscrits sur les antiquités ; il y traitait des monnaies, des généalogies des rois mages, etc.

## Publications
- Bibliotheca scriptorum ad ann. 1583, Paris, 1731, in-fol., rangée par ordre alphabétique, ouvrage précieux, mais inachevé (il s'arrête à la lettre E.) ;
- Vitae et gesta Roman. Pontif. et cardin., Rome, 1601, in-folio.
- De Signis Sanctissimae Crucis... Roma, Donangelus, 1591. In 8° de (3)-187-(16)pp.